# Municipio de Deerfield (condado de Portage)
El municipio de Deerfield (en inglés: Deerfield Township) es un municipio ubicado en el condado de Portage en el estado estadounidense de Ohio. En el año 2010 tenía una población de 2822 habitantes y una densidad poblacional de 42,06 personas por km².

## Geografía
El municipio de Deerfield se encuentra ubicado en las coordenadas 41°1′29″N 81°3′1″O / 41.02472, -81.05028. Según la Oficina del Censo de los Estados Unidos, el municipio tiene una superficie total de 67.1 km², de la cual 60.63 km² corresponden a tierra firme y (9.63%) 6.46 km² es agua.

## Demografía
Según el censo de 2010, había 2822 personas residiendo en el municipio de Deerfield. La densidad de población era de 42,06 hab./km². De los 2822 habitantes, el municipio de Deerfield estaba compuesto por el 97.94% blancos, el 0.35% eran afroamericanos, el 0.11% eran amerindios, el 0.18% eran asiáticos, el 0.04% eran isleños del Pacífico, el 0.11% eran de otras razas y el 1.28% pertenecían a dos o más razas. Del total de la población el 0.64% eran hispanos o latinos de cualquier raza.